# Landunvez

Landunvez este o comună în departamentul Finistère, Franța. În 1 ianuarie 2022 avea o populație de 1.548 de locuitori.